# Boi no rolete

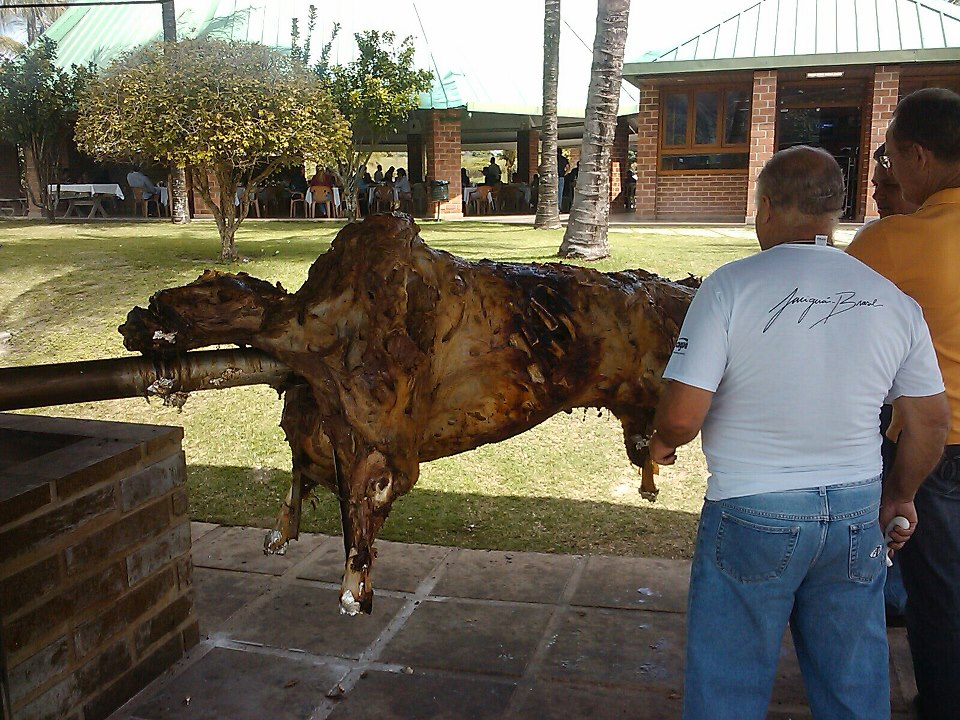
Boi no Rolete

Ariovaldo Luiz Bier em 1978, enquanto ocupava o cargo de vereador, teve a ideia de assar um boi inteiro na comunidade rural de Novo Horizonte, em Marechal Cândido Rondon-PR. O prato originou a Festa Nacional do Boi no Rolete, comemorada sempre no dia 25 de julho, em razão do aniversário do município. A Festa Nacional do Boi no Rolete foi  instituída oficialmente pela Câmara Municipal de Vereadores de Marechal Cândido Rondon, Paraná, no dia 27 de novembro de 1978. Todo ano na ocasião das festividades do aniversário do município, 25 de julho, é realizada a Festa, sendo assados o número de bois conforme a idade do município, em 2016 foram assados 56 bois.
O Boi no Rolete é assado inteiro, é utilizado geralmente um boi de aproximadamente 250 a 350 quilos já limpo, sem a cabeça e partes internas. É injetado o tempero utilizando uma bomba de pressão. É construída uma churrasqueira grande com 4 ou 6 locais para colocar o carvão e sobre essa churrasqueira, é colocado uma cúpula de metal, simulando um forno. O tempo necessário para assar o boi no rolete, é de em torno de 16 horas. O animal é servido acompanhado de saladas verdes, maioneses e cucas.